# Gulschan Talapowna Moldaschanowa
Gulschan Talapowna Moldaschanowa (russisch Гульжан Талаповна Молдажанова, kasachisch Гүлжан Талапқызы Молдажанова; * 11. Juni 1966 in Alma-Ata, Kasachische Sozialistische Sowjetrepublik, Sowjetunion) ist eine russische Unternehmerin kasachischer Herkunft.

## Leben
Moldaschanowa wurde als Tochter eines Metallurgen und einer Pharmazeutin geboren. Ihre Eltern trennten sich und sie wuchs bei ihrer Mutter auf. Schon als kleines Mädchen interessierte sie sich für Mathematik und ohne die Wissenschaft konnte sie sich ihre Zukunft überhaupt nicht vorstellen. Nachdem sie das Abitur abgelegt hatte, begann sie Physik an der Al-Farabi-Universität zu studieren. Ab dem zweiten Studienjahr war sie dort in der Gruppe mit erweitertem Englischunterricht. Dieses Studium schloss sie 1989 mit der Note „ausgezeichnet“ ab.
Anschließend befasste sie sich zwei Jahre mit der Festkörperphysik. Im Jahre 1991 zog sie nach Moskau, wo sie in die Aspirantur der Lomonossow-Universität eintrat. Im Jahre 1993 erwarb sie den akademischen Grad des Kandidaten der Wissenschaften und blieb an der Universität. Sie war dort als wissenschaftliche Mitarbeiterin tätig, aber zwei Jahre später verließ sie die Universität.
Sie wollte ihre Laufbahn als Physikerin nicht mehr fortsetzen und kam als Sekretärin zum Oleg-Deripaska-Konzern. 1998 machte sie einen Abschluss an der russischen Finanzakademie und 2005 wurde sie zur Generaldirektorin von Basic Element ernannt. Von 2009 bis 2012 arbeitete sie als Generaldirektorin der Unternehmensgruppe ESN (russisch группа компаний «ЕСН»), die dem Geschäftsmann Grigori Berjoskin gehört. Zurzeit ist sie Mitglied des Board of Directors beim kasachischen Staatsfonds Samruk-Kazyna (russisch Самрук-Казына).
Nach Schätzung des russischen Wirtschaftsmagazins „Finance“ (russisch Финанс) nimmt Gulschan Moldaschanowa Platz 9 zwischen den einflussreichsten Frauen Russlands ein. In der Fortune-Liste der mächtigsten Frauen der Welt steht sie auf Rang 22. Gulschan Moldaschanowa findet sich auch in der „Forbes“-Liste der 100 einflussreichsten Frauen der Welt (37. Platz).
1999 wurde Gulschan Moldaschanowa von ihrem Ehemann geschieden. Jetzt lebt sie allein mit ihrer kleinen Tochter. Laut Informationen der „Salzburger Nachrichten“ erhielt Gulzhan Moldaschanowa einen österreichischen Pass.